# Le Pont-de-Claix
Le Pont-de-Claix är en kommun i departementet Isère i regionen Auvergne-Rhône-Alpes i sydöstra Frankrike. Kommunen ligger i kantonen Vif som tillhör arrondissementet Grenoble. År 2022 hade Le Pont-de-Claix 10 846 invånare.

## Befolkningsutveckling
Antalet invånare i kommunen Le Pont-de-Claix
Referens:INSEE